# Anouar Ayed
Anouar Ayed (arabisch أنور عياد, DMG Anwar ʿIyād; * 9. Mai 1978 in Moknine, Tunesien) ist ehemaliger tunesischer Handballtrainer. Als aktiver Handballspieler wurde er meist als Linksaußen eingesetzt.
Ayed konnte in seiner Heimat dreimal (1999, 2002, 2003) die Meisterschaft und einmal (2000) den Pokal erringen. Von 2004 bis 2013 spielte er in der 1. französischen Handball-Liga für Fenix Toulouse Handball und durchbrach im Oktober 2011 als erster Spieler die 1000 Tore-Marke. Mit 17 Toren in einem Ligaspiel (2004) hält er – seit 2017 gemeinsam mit Raphaël Caucheteux – den Torrekord in der LNH. Im Sommer 2013 kehrte er nach 215 Spielen und 1204 Toren für Toulouse in seine Heimat zurück. 2014 gewann er mit ÉS Sahel die afrikanische Champions League. 2015 besiegte er eben diesen Verein mit seinem neuen Arbeitgeber Club Africain Tunis im afrikanischen Supercup.
Mit der Nationalmannschaft nahm er an den Olympischen Spielen 2000 in Sydney und den Olympischen Spielen 2012 in London sowie den Weltmeisterschaften 2001, 2003, 2005, 2007, 2009 und 2011 teil. Zudem wurde er 2002, 2006, 2010 und 2012 Afrikameister, 2004 und 2008 Zweiter. Bei den Mittelmeerspielen gewann er mit Tunesien 2001 Silber, 2005 und 2009 Bronze. Er beendete seine internationale Karriere im Sommer 2012 und war mit 278 Einsätzen (621 Toren) zwischenzeitlich Rekordnationalspieler vor Heykel Megannem mit 272 und Issam Tej, der ihn später als Rekordspieler ablöste, mit 269 Länderspielen.
Zwischen 2019 und 2022 trainierte er den Club Africain. Nach dem Ende seiner kurzen Trainerkarriere gründete er eine Fitnessstudiokette, welche den Schwerpunkt auf
Elektrostimulation legt.